# Guillaume de Morlaye
Guillaume de Morlaye   (c. 1510 (Gregorià) - c. 1558 (Gregorià)) fou un llaütista, guitarrista, compositor i editor de música renaixentista francesa.
Va ser deixeble d'Alberto da Ripa quan va viure a París, un temps més tard Morlaye publicà sis col·leccions de Tabulature de Leut escrits per aquell mestre.
Va obtenir d'Enric II el 1552 una autorització per publicar durant deu anys, i va publicar entre 1553 i 1558 quatre col·leccions per al llaüt en col·laboració amb Michel Fezandat. També va publicar tres llibres de les seves obres escrits el 1552-1553 per a guitarra renaixentista amb quatre cors, que contenien fantasies i danses, així com arranjaments per a llaüt de Pierre Certon i Claudin de Sermisy.